# Герб Магдалинівки
Герб Магдалинівки — один з офіційних символів селища міського типу Магдалинівка Дніпропетровської області, затверджений 27 липня 2007 року рішенням № 245-14/V сесії Магдалинівської селищної ради.

## Опис
Щит перетятий трьома шиповидними балками: лазуровою, золотою та червоною, на які накладено срібну літеру «М», на верхньому лазуровому полі срібний православний хрест на срібній куполоподібній основі, обабіч хреста дата «1778» (по дві цифри з кожного боку), на нижньому зеленому полі срібний рушник, гаптований червоним українським орнаментом, над ним золотий коровай, під ним частина золотої шестерні з трьома зубцями та трьома червоними кружками.

## Значення символів
Православний хрест на куполі відображає дві версії щодо назви селища. За першою Магдалинівка названа на честь православного свята Марії Магдалини. Цю версію ілюструє власне хрест. Інша версія виводить назву селища з прізвища секунд-майора Андрія Магденка, засновника та першого власника поселення. На це вказує купольна основа хреста, яка нагадує дах панського маєтку XXVIII—XIX ст. На назву селища вказує також літера «М». Вишитий рушник та коровай символізують гостинність мешканців селища.
Автор — В. Ф. Скрипник.